# Cách mạng Việt Nam: Những vấn đề cơ bản, Nhiệm vụ thiết yếu
Bản mẫu:Thông tin sách series
Cách mạng Việt Nam: Những vấn đề cơ bản, Nhiệm vụ thiết yếu là bài phát biểu và phân tích các nguyên tắc, phương pháp của cách mạng Việt Nam, và con đường tiến lên của Đảng Cộng sản Việt Nam và Cộng hòa xã hội chủ nghĩa Việt Nam. Văn bản, được viết bởi Lê Duẩn, sau này là Tổng Bí thư Ban Chấp hành Trung ương Đảng Cộng sản Việt Nam và được viết dành cho kỷ niệm 40 năm thành lập Đảng Cộng sản Việt Nam.
Văn bản là đóng góp ý thức hệ chính của Lê Duẩn cho hệ tư tưởng của Đảng Cộng sản Việt Nam. Một số đoạn từ văn bản này là một phần của chương trình giảng dạy và nghiên cứu về tư tưởng Hồ Chí Minh. Giống như các tác phẩm khác của Lê Duẩn, văn bản này là một tập hợp các bài phát biểu.